# Ciîhîrîn
Ciîhîrîn (în ucraineană Чигирин) este orașul raional de reședință al raionului Ciîhîrîn din regiunea Cerkasî, Ucraina. În afara localității principale, nu cuprinde și alte sate.

## Demografie
Componența lingvistică a orașului Ciîhîrîn
     Ucraineană (93,14%)
     Rusă (5,37%)
     Romani (1,11%)
     Alte limbi (0,22%)
Conform recensământului din 2001, majoritatea populației orașului Ciîhîrîn era vorbitoare de ucraineană (93,14%), existând în minoritate și vorbitori de rusă (5,37%) și romani (1,11%).